# مالتیزرز
مالتیزرز (انگلیسی: Maltesers) شرکت صنایع غذایی بریتانیایی است، که در سال ۱۹۳۷ تأسیس شد و هم‌اکنون زیرمجموعه‌ای از شرکت مارس اینکورپوریتد می‌باشد.